# بات جينينغز جونيور
بات جينينغز جونيور (بالإنجليزية: Pat Jennings, Jr.)‏ هو لاعب كرة قدم بريطاني في مركز حراسة المرمى، ولد في 24 سبتمبر 1979 في هارتفوردشير في المملكة المتحدة. لعب مع باتريك أتلتيك وديري سيتي وغلينافون ونادي سليغو روفرز ونادي شامروك روفرز ونادي كلية جامعة دبلن.